# Municipio de Yurécuaro
El municipio de Yurécuaro es uno de los 113 municipios en que se encuentra dividido para su régimen interior el estado mexicano de Michoacán de Ocampo. Su cabecera es la localidad homónima y se encuentra localizado en el extremo noroeste del estado. Forma parte de la Región socioeconómica 2. Bajío.

## Toponimia
Cecilio Robelo, en su obra Toponimia Tarasco-Hispano-Nahoa indica que proviene del purépecha y significa ‘en el río’. La expresión Yurécuaro hamaculitini se traduce como ‘rivera [sic] de río’.

## Geografía
El municipio de Yurécuaro se encuentra en el extremo noroeste del estado de Michoacán, en su límite con el estado de Jalisco y muy cerca al Lago de Chapala. Tiene una extensión territorial total de 174.892 kilómetros cuadrados, que representan el 0.30 % de la extensión total del estado. Tiene como coordenadas geográficas extremas 20°13'-20°22' de latitud norte y 102°06'-102°20' de longitud oeste, y su altitud fluctúa entre un máximo de 2400 y un mínimo de 1600 metros sobre el nivel del mar.
Limita al norte con el municipio de Tanhuato, el estado de Jalisco y el municipio de La Piedad; al este con el municipio de La Piedad; al sur con los municipios de La Piedad, Ecuandureo y Tanhuato; y al oeste con el municipio de Tanhuato.
Yurécuaro, cabecera del municipio, se encuentra en la ubicación 20°20′9″N 102°17′2″O / 20.33583, -102.28389, a una altitud de 1796 m s. n. m.
El clima es templado, con temperaturas anuales que oscilan entre 7 °C y 32 °C.  Según la clasificación climática de Köppen el clima de Yurécuaro corresponde a la categoría Cwa, (subtropical con invierno seco y verano cálido).

## Demografía

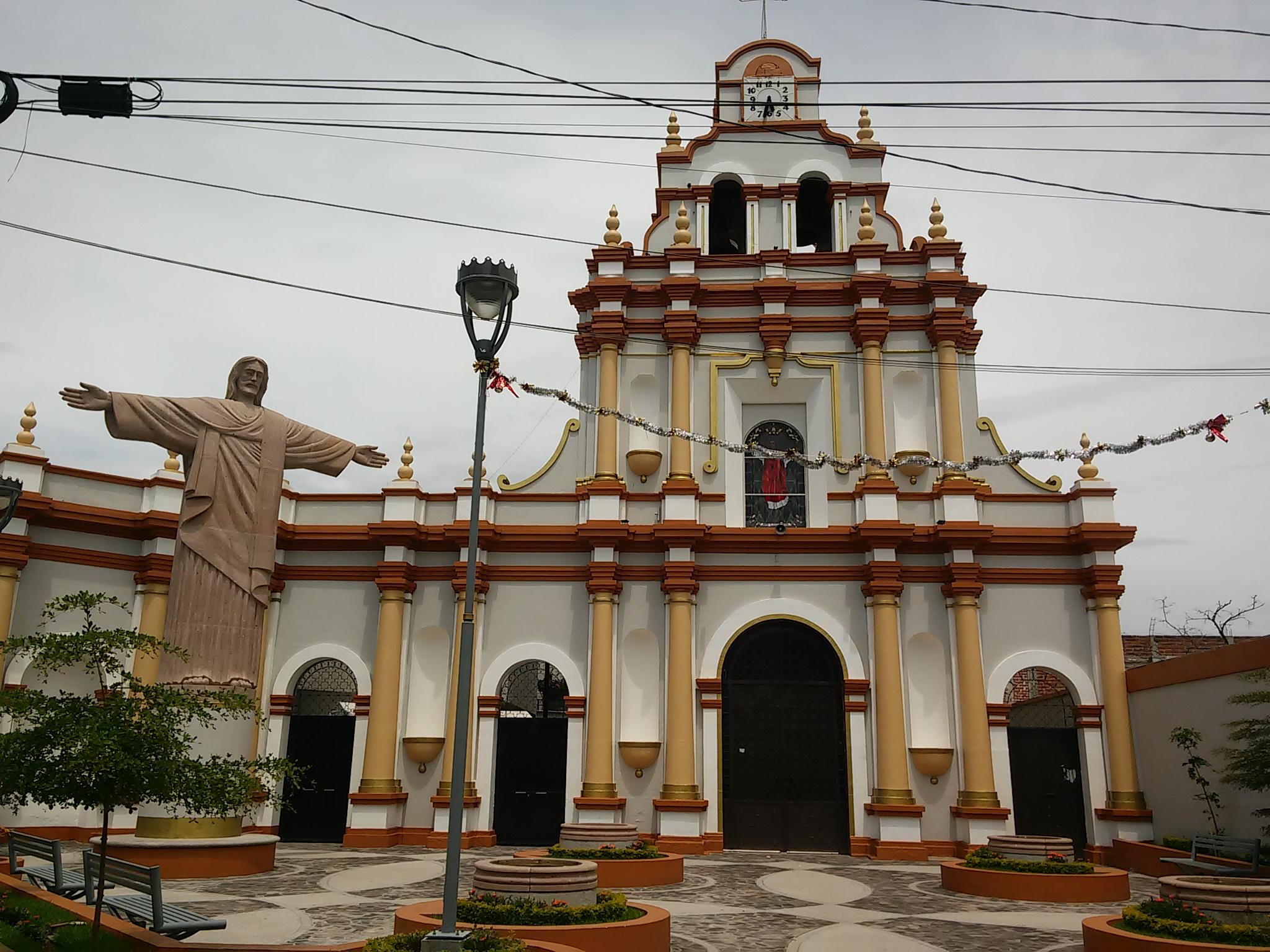
Parroquia de Cristo Rey en Yurécuaro

La población total del municipio de Yurécuaro es de 32 303 habitantes, lo que representa un crecimiento promedio de 0.76 % anual en el período 2010-2020 sobre la base de los 29 995 habitantes registrados en el censo anterior. Al año 2020 la densidad del municipio era de 185,2 hab/km².
| Gráfica de evolución demográfica de Municipio de Yurécuaro entre 2000 y 2020 |
|                                                                              |
| Fuente: Instituto Nacional de Estadística Geografía e Informática            |

En el año 2010 estaba clasificado como un municipio de grado bajo de vulnerabilidad social, con el 11.51 % de su población en estado de pobreza extrema.
La población del municipio está mayoritariamente alfabetizada (11.33 % de personas analfabetas al año 2010), con un grado de escolarización en torno de los 6 años. Solo el 2.30 % de la población se reconoce como indígena.
El 95.11 % de la población profesa la religión católica. El 2.91 % adhiere a las iglesias protestantes, evangélicas y bíblicas.

### Localidades

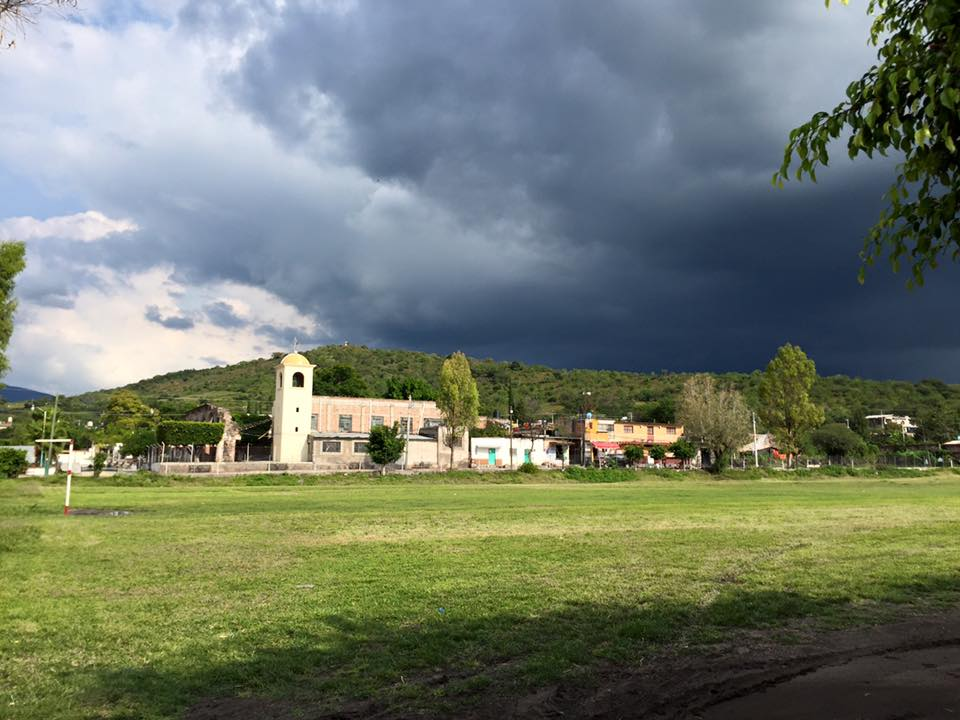
Vista de la localidad de Monteleón

En el censo de 2020 el municipio de Yurécuaro contaba con 18 localidades.
| Código INEGI    | Localidad         | Población (2020) |
| --------------- | ----------------- | ---------------- |
| 161060001       | Yurécuaro         | 26 691           |
| 161060013       | El Tequesquite    | 1 129            |
| 161060009       | Monteleón         | 1 090            |
| 161060011       | El Refugio        | 761              |
| 161060008       | Mirandillas       | 490              |
| 161060004       | Cerro Colorado    | 399              |
| 161060007       | La Joya           | 363              |
| 161060005       | Emiliano Zapata   | 323              |
| 161060002       | El Camiche        | 303              |
| 161060012       | San Antonio       | 243              |
| 161060003       | El Cerro Blanco   | 198              |
| 161060010       | Munguía           | 97               |
| 161060014       | El Sabino         | 86               |
| 161060026       | La Güeyera        | 39               |
| 161060023       | Puente Alto       | 36               |
| 161060015       | Santa Cecilia     | 35               |
| 161060018       | Ejido de la Manga | 18               |
| 161060030       | Las Palomas       | 2                |
| Total municipal | Total municipal   | 32 303           |

## Política

### Representación legislativa
Para la elección de diputados locales al Congreso de Michoacán y de diputados federales a la Cámara de Diputados federal, el municipio de Yurécuaro se encuentra integrado en los siguientes distritos electorales:
Local:
- Distrito electoral local de 1 de Michoacán con cabecera en La Piedad.[15]

Federal:
- Distrito electoral federal 5 de Michoacán con cabecera en Zamora de Hidalgo.[16]

## Economía
Según los datos relevados en 2010, 4792 personas desarrollaban su actividad en el sector primario (agricultura, ganadería, aprovechamiento forestal, pesca y caza). En segundo lugar, 1645 personas estaban ocupadas en la industria manufacturera. Ambos sectores concentraban prácticamente la mitad de la población económicamente activa del municipio. Con excepción de la cabecera municipal, la agricultura y la ganadería son las actividades principales de las localidades más pobladas del municipio.
Según el número de unidades activas relevadas en 2019, los sectores más dinámicos son el comercio minorista, la elaboración de productos manufacturados y en menor medida la prestación de servicios generales no gubernamentales.